# DCA (Automarke)
DCA war eine spanische Automarke.

## Unternehmensgeschichte
Das Unternehmen Drover Construcciones de Automóviles SL aus Madrid begann 1992 mit der Produktion von Automobilen. 1995 änderte sich die Firmierung in Fabricación Europea de Automóviles SL. Laut einer Quelle endete 2011 die Produktion.

## Fahrzeuge
Das einzige Modell ähnelte dem Lomax, hatte aber vier Räder. Die Fahrzeuge entstanden auf der Basis des Citroën 2CV. Die Motorleistung des Zweizylindermotors betrug bis zu 40 PS. Pro Jahr entstanden etwa 50 Exemplare.